# Будизам у Вијетнаму
Будизам у Вијетнаму је претежно махајана школе, под снажним утицајем кинеског будизма. Вијетнам представља изузетак од осталих земаља будизма у југоисточној Азији, које су теравада традиције.
У Вијетнаму, будизам упражњаван у локалним пагодама представља синтезу тјена (зена) и тинх-доа (чисте земље), а многи чисто тјен манастири делују као духовни центри за обучавање локалних вођа.
Посебно важан пример борбеног будизма јесте Вијетнам после повлачења француских колонизатора. Генерал Дием, који је прихватио римокатолицизам, је срушен с власти од стране коалиције у којој је важно место имала будистичка санга. Дием је покушао да врши римокатоличку евангелизацију Јужног Вијетнама и први противник који му се супротставио, као чувар суштине вијетнамизма, био је будизам, који је бранио Вијетнам од римокатолицизма са југа и комунизма са севера.
Покрет за уједињење будизма и активан будистички мировни покрет током Вијетнамског рата имали су подршку од вијетнамског тјена.